# Turó de la Colomera
El Turó de la Colomera és una muntanya de 1.062,8 metres que es troba al municipi d'Isona i Conca Dellà, dins de l'antic terme d'Isona, a la comarca del Pallars Jussà. És a prop i al nord-est de la vila d'Isona, i en el seu vessant sud-occidental es troba el santuari de la Mare de Déu de la Posa i el Parc Cretaci amb petjades de dinosaure gestionat pel Museu de la Conca Dellà.
Està situat just al nord del castell de Llordà i a ponent del poble de Siall, en la zona muntanyosa que s'estén al nord-est de la vila isonenca.
El turó suposa la culminació i unió de dos serrats diferents: el de Goberra, que des del turó de la Colomera davalla cap al sud-oest, i el de la Posa, que ho fa cap a ponent, i és el que acull, a la seva part baixa, el santuari esmentat.